# Phil Dent
Philip "Phil" Dent, född 14 februari 1950 i Sydney Australien, australisk högerhänt professionell  tennisspelare, framgångsrikast i dubbel.

## Tenniskarriären
Phil Dent blev som 17-åring (1967) uttagen till det australiska Davis Cup-laget. Han blev därmed för Australien den jämte Lew Hoad och Ken Rosewall yngste DC-spelaren genom tiderna. År 1968 vann Dent juniorsingeln i både Australiska mästerskapen och i Franska öppna och 1971 blev han professionell WCT- spelare. Dent vann under proffskarriären totalt tre singel- och 25 dubbeltitlar. Två av turneringssegrarna var i Grand Slam-turneringar, varav en i dubbel och en i mixed dubbel. Han rankades i singel som bäst nummer 19 (1978). Han upphörde med internationellt tävlingsspel 1983.
Sin största framgång som singelspelare hade Dent 1974 då han nådde finalen i Australiska öppna. Han mötte där den under samma år blivande världsetta, amerikanen Jimmy Connors. Dent förlorade mötet med 6-7, 4-6, 6-4, 3-6.
I herrdubbel nådde Dent fyra gånger finalen i Australiska öppna (1970, 1973, 1975 och i december 1977),  samtliga gånger tillsammans med landsmannen John Alexander. Paret vann titeln 1975 genom finalseger över Bob Carmichael/Allan Stone (6-3 7-6). Dent/Alexander nådde också dubbelfinalen i Franska öppna (1975, 1979) och Wimbledonmästerskapen (1977).  År 1976 vann han mixed dubbel-titeln i US Open tillsammans med amerikanskan Billie Jean King. I finalen besegrades paret Frew McMillan/Betty Stöve (3-6, 6-2, 7-5).
Phil Dent deltog i det australiska DC-laget (1967, spelade inte), 1969, 1975, 1977-82. Han spelade totalt 19 matcher av vilka han vann 13. Han deltog i det cup-segrande laget 1977.
Efter avslutad tävlingskarriär bosatte sig Dent i Orange County, Kalifornien. Hans son, Taylor Dent är amerikansk professionell tennisspelare.

## Grand Slam-titlar
- Australiska öppna
  - Dubbel - 1975
- US Open
  - Mixed dubbel - 1976